# Tacquet (cráter)

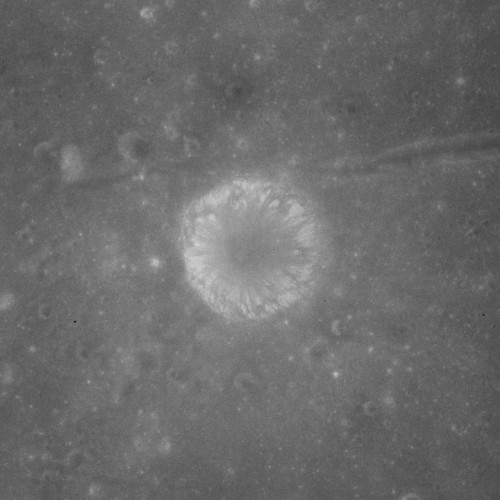
Fotografía de la misión Apolo 15

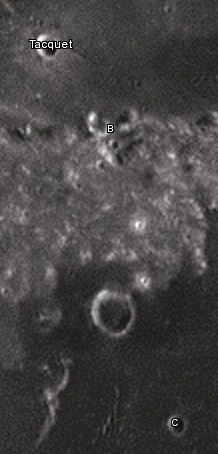
Entorno de Tacquet

Tacquet es un pequeño cráter en forma de cuenco que se encuentra cerca del borde sur del Mare Serenitatis, en la parte noreste de la Luna. La superficie cercana al cráter está marcada por un material expulsado de alto albedo. Al oeste se localiza un sistema de grietas designado Rimae Menelaus. Al sureste aparece Al-Bakri a unos 65 km; unos 60 km al oeste sur-oeste se localiza Auwers; y casi 80 km al oeste se encuentra Menelaus, el mayor de los tres.
|  |

Su diámetro es de 7 km y tiene 1.300 metros de profundidad. Su área es de 30 a 35 km² y el perímetro es de unos 20 km.
Algunas fuentes escriben el nombre de este cráter como Taquet. El nombre fue dado en honor del matemático belga André Tacquet (1612-1660).

## Cráteres satélite
Por convención estos elementos son identificados en los mapas lunares poniendo la letra en el lado del punto medio del cráter que está más cercano a Tacquet.
Tacquet B, de 14 km de diámetro, está al sureste, y en su interior contiene un cráter más pequeño que cubre aproximadamente una cuarta parte del diámetro, formando un cráter doble. Más al sur-sureste se halla Tacquet C, de 6 km de diámetro.
|         | \| Tacquet \| Coordenadas \| Diámetro \| \| ------- \| ---------------------------- \| -------- \| \| B \| 15°48′N 20°00′E / 15.8, 20.0 \| 14 km \| \| C \| 13°30′N 21°06′E / 13.5, 21.1 \| 6 km \| |          |
| Tacquet | Coordenadas | Diámetro |
| B       | 15°48′N 20°00′E / 15.8, 20.0 | 14 km    |
| C       | 13°30′N 21°06′E / 13.5, 21.1 | 6 km     |

El siguiente cráter ha sido renombrado por la UAI:
- Tacquet A - Véase Al-Bakri (cráter).